# Альберт Корнблют

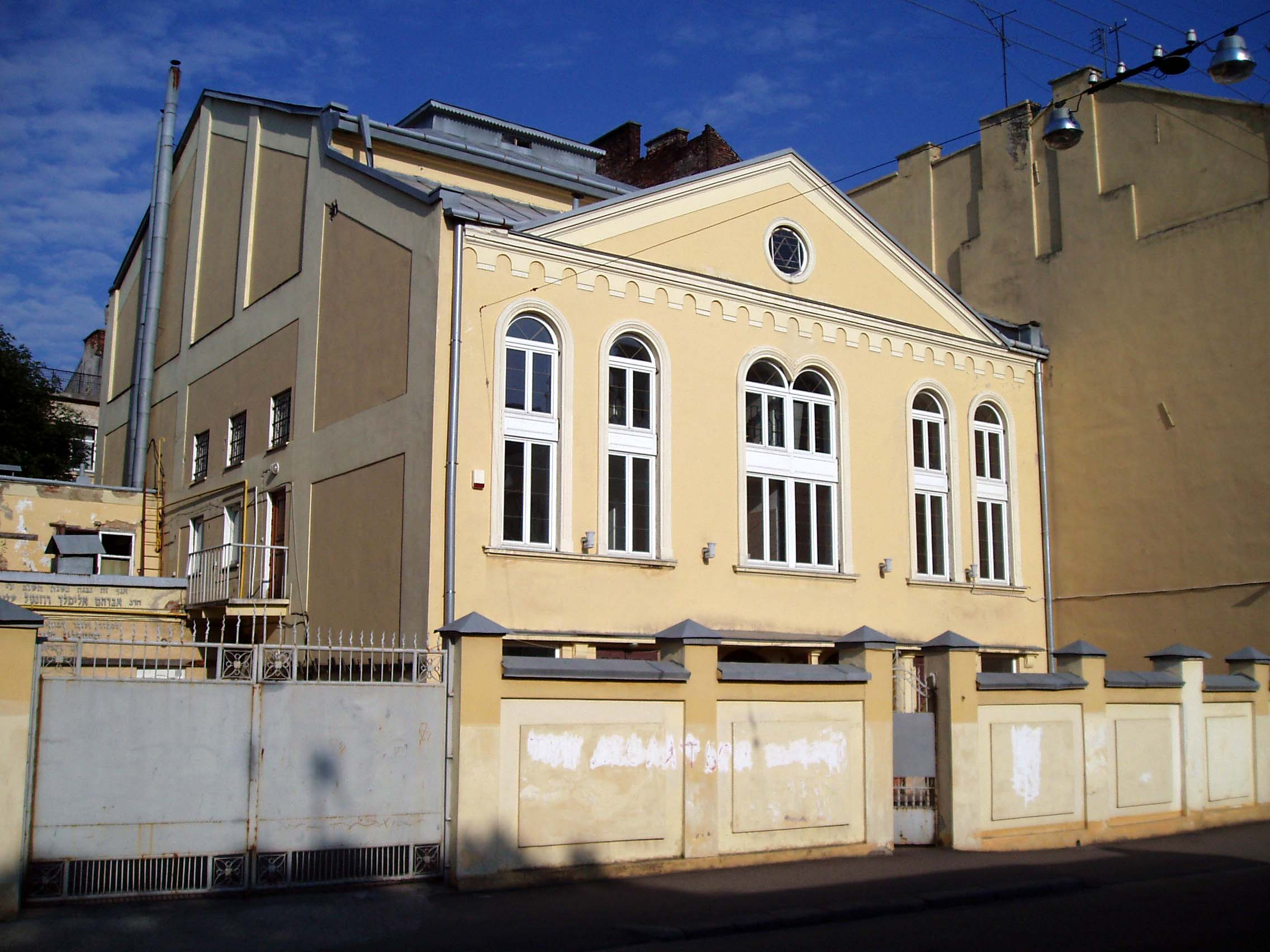
Колишня синагога «Цорі Гільод»

Альберт Корнблю́т (нім. Albert Kornblüth, 13 березня 1876, Більшівці — 13 серпня 1942, Белжець) — львівський архітектор єврейського походження.

## Біографія
Народився 13 березня 1876 року в містечку Більшівці (тепер селище Івано-Франківської області) в єврейській родині Юзефа і Сари Конрблютів. Протягом 1891—1896 років навчався у Державній промисловій школі у Львові на відділі токарства (за іншими даними — 1894—1899 роки). У 1900—1905 роках студент Цісарсько-королівської політехнічної школи. 1912 року здав екзамен у Намісництві на право ведення будівельних робіт. Від 1932 року член товариства уповноважених будівничих у Львові. Член ради єврейської громади «Осе Тов» у Львові. Творив у модернізованих романських, ренесансних та класицистичних формах. Після другої світової війни перейшов до функціоналізму. Мешкав у Львові на вулиці Легіонів, 41 (тепер проспект Свободи). Загинув 13 серпня 1942 року у винищувальному таборі в Белжеці.
Роботи
- Житловий будинок на нинішній вулиці Вулиця Грицька Чубая, 9 у Львові (1913—1914). За версією Мечислава Орловича автором проєкту був Роман Фелінський.[8] Однак підписані Корнблютом проєкти знайшов польський дослідник Якуб Левицький і категорично заперечив авторство Фелінського.[9] Український мистецтвознавець Юрій Бірюльов стверджує, що Корнблют і Фелінський — співавтори.[4]
- Проєкт синагоги «Кол ріна ве-єшуа» на вулиці Джерельній, 49 у Львові (співавтор Саломон Рімер, 1905—1906)[10]. У 1926—1927 роках за його ж проєктом було надбудовано третій поверх синагоги[11][12].
- Проєкти реконструкції синагоги «Осе Тов» на вул. Банківській, 6 у Львові.[13]
- Будинок на вулиці Новий Світ, 15 у Львові (1913, співавтор Александер Остен).[14]
- Паровий млин Дрезднера на вулиці Шевченка, 113—115 у Львові (1920).[15]
- Житловий будинок на вулиці Павлова, 10 у Львові (1914—1923, співавтор Емануель Яримович).[4]
- проєкт розбудови синагоги «Зіхрон га-рав Мешулем Зіше» або ж «Ткацька шул» на вул. Ткацькій, 5 у Львові (1922).[16]
- Синагога «Цорі Гільод» на нинішній вулиці Братів Міхновських у Львові (1923—1925).[17]
- Будинок єврейської громади в Брюховичах поблизу Львова (близько 1920—1930-ті).[4]
- Будинок єврейської громади в Рогатині (близько 1920-ті—1930-ті).[4]
- Хімічне підприємство Генрика Блюменфельда на вулиці Хімічній, 2 у Львові.[18]
- Корпуси фабрики фірми «Pellis» на вулиці Жовківській у Львові.[4]
- Склепіння хасидської синагоги на вулиці Вугільній у Львові.[4]
- Житловий будинок на вул. Хорватській, 11[19]